# Basiliek van Onze-Lieve-Vrouw met het Gouden Hart

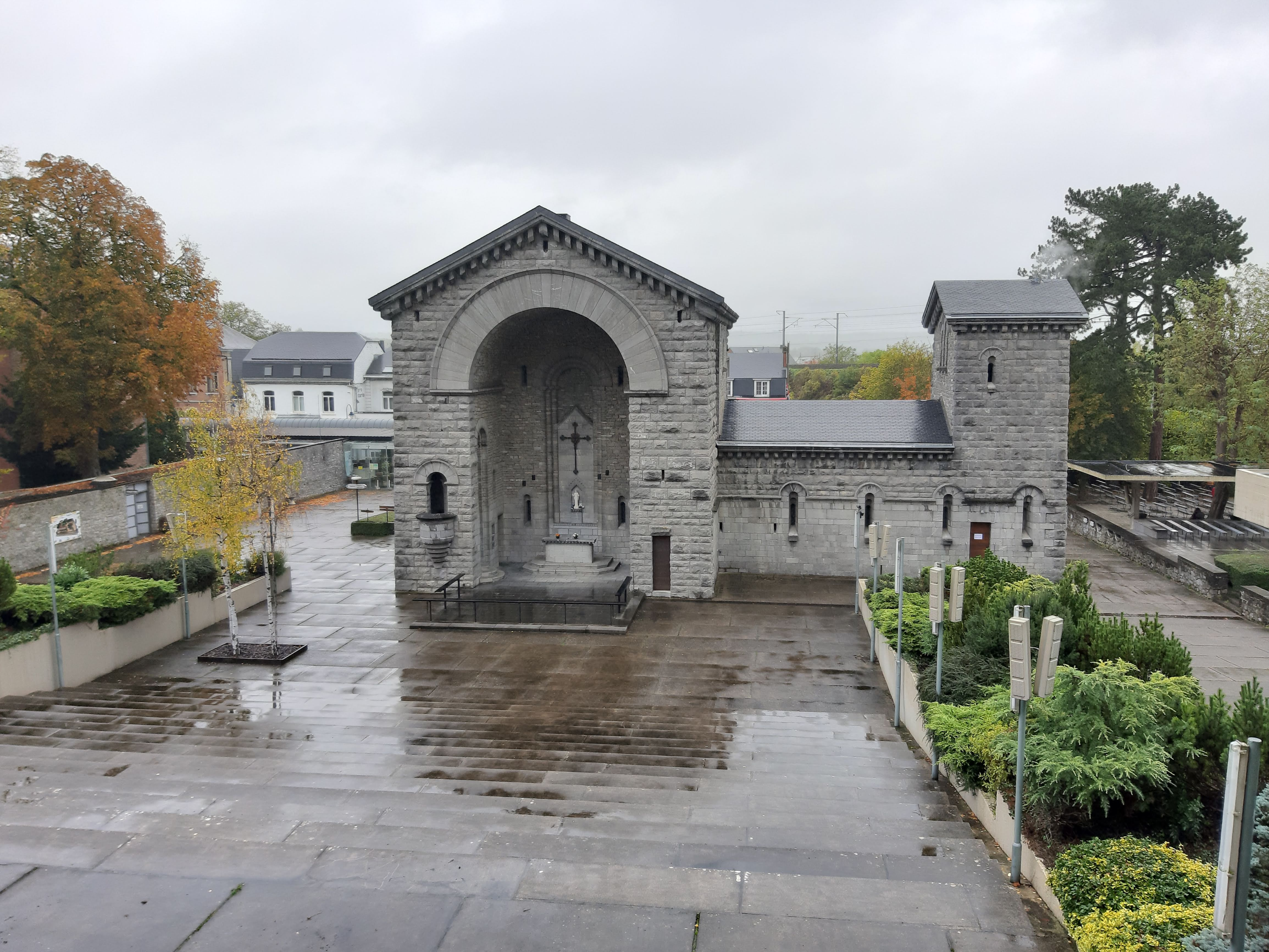
De kapel uit 1954

De Basiliek van Onze-Lieve-Vrouw met het Gouden Hart (Frans: sanctuaire Notre-Dame de Beauraing, en ook sanctuaire de la Vierge au cœur d'Or) is een basiliek in de Belgische stad Beauraing. De kerk is sinds de verheffing door paus Franciscus op 22 augustus 2013 een basilica minor. Ze is toegewijd aan Onze-Lieve-Vrouw. De kerk is een bekend Belgisch bedevaartsoort.
Het bedevaartsoord en Mariaheiligdom ontstond door de bouw van een neoromaanse kapel na de verschijningen van de Maagd Maria aan vijf kinderen, tussen 1932 en 1933. De bouw van de eerste kapel begon in 1947 naar plannen van architect Michel Claes, kort voor de officiële erkenning van de verschijningen door bisschop Charue, bisschop van Namen. Deze kapel werd in 1954 ingewijd. Andere gebedshuizen werden in de daaropvolgende jaren gebouwd (eerst de crypte die plaats biedt aan 700 gelovigen, daarbovenop de bovenkerk met 5.000 plaatsen). De bovenkerk werd gebouwd van 1964 tot 1968 en werd in 1968 gewijd aan Maria, Moeder Gods. Het is een groot betonnen gebouw dat op de heuvel is gebouwd volgens de plannen van de architect Roger Bastin. De bovenkerk biedt plaats aan maximaal 5.000 pelgrims. Het geheel is bedekt met een grote getrapte betonstructuur, die de helling van het landschap volgt. Een keramische kruisweg gemaakt door Max Van der Linden kan gevolgd worden in de bovenkerk. 
De site werd steeds verder ontwikkeld en nabijgelegen gebouwen werden gekocht door degenen die verantwoordelijk waren voor het heiligdom om pelgrims te verwelkomen en te huisvesten. De site breidde zich uit en ontwikkelde zich tot het einde van de twintigste eeuw. Paus Johannes-Paulus II bezocht de kapel en het oord als pelgrim op 18 mei 1985. In het begin van de 21e eeuw waren renovaties en onderhoudswerkzaamheden nodig door de veroudering van de faciliteiten. Zo kostte de restauratie van het beton van de bovenkerk het heiligdom een miljoen euro. De tachtigste verjaardag van de verschijningen werd gevierd op 22 augustus 2013 waarbij paus Franciscus de bovenkerk verhief tot basilica minor.